# 國立二林高級工商職業學校
國立二林高級工商職業學校（英語：National Erhlin Industrial and Commercial Vocational High School）簡稱二林工商、二工，位於台灣彰化縣二林鎮的一所技術型高級中等學校，創立於昭和12年（1937年，民國26年）3月31日。

## 校史
- 1937年（昭和12年）3月31日創校，初名為臺中州立北斗興農國民學校，修業年限二年。
- 1941年（昭和16年）4月1日，校名改名臺中州立北斗實踐農業學校
- 1946年（民國35年）5月5日，改制為臺中縣立二林初級農業職業學校，修業年限延長為三年。
- 1950年（民國39年）8月，改隸為彰化縣立二林初級農業職業學校。
- 1956年（民國45年）5月，增設高級部農藝科，改制為彰化縣立二林農業職業學校。
- 1966年（民國55年）10月4日，增設工科，改名為彰化縣立二林農工職業學校。
- 1968年（民國57年）8月，改隸省級，更名為臺灣省立二林農工職業學校。
- 1970年（民國59年）初級部停招，改制為臺灣省立二林高級農工職業學校，並奉准附設高級農工補習學校。
- 1975年（民國64年）8月，農科停止招生，並增設高級綜合商科。
- 1977年（民國66年）8月，改名為臺灣省立二林高級工商職業學校。
- 1999年（民國88年）9月17日，「附設高級工商補習學校」改為「附設高級工商進修學校」，機械科改為單班，增設資料處理科。
- 2000年（民國89年）2月1日，改隸為國立二林高級工商職業學校。
- 2001年（民國90年）增設綜合職能班。
- 2002年（民國91年）商經科、電子科、電機科、建築科改收單班，成立綜合高中四班，增設體育班一班。新校門啟用。於彰化監獄設立分校，設商業經營科。
- 2008年（民國97年）綜高大樓（群英樓）落成啟用。
- 2018年（民國107年）成立彰雲區新興科技推廣中心。

## 歷任校長
| 校長   | 就任期間     | 備註             |
| ------ | ------------ | ---------------- |
| 劉守信 | 1945～1947   |                  |
| 林 上  | 1947～1950   |                  |
| 謝 悅  | 1950～1966   |                  |
| 宋協邦 | 1966～1968   |                  |
| 林肇家 | 1968～1984   |                  |
| 李啟源 | 1984～1989   |                  |
| 邱榮義 | 1989～1999   |                  |
| 簡顯經 | 1999～2006   |                  |
| 黃清江 | 2006～2009   |                  |
| 陳志福 | 2009～2016   |                  |
| 鄭玉珠 | 2016～2018   |                  |
| 呂勝志 | 2018～2019   | 教務主任代理校長 |
| 劉玲慧 | 2019～2023/7 |                  |
| 丁志昱 | 2023/8~      |                  |

## 科別

### 技術類科(日校)
- 室內空間設計科
- 機械科
- 電機科
- 電子科
- 商業經營科
- 資料處理科
- 建築科
- 綜合職能科

#### 實用技能學程
- 裝潢技術科(非每年開辦)
- 機械加工科(非每年開辦)
- 電機修護科

## 外部連結
- 國立二林高級工商職業學校（页面存档备份，存于）